# União das Freguesias de Travassô e Óis da Ribeira
União das Freguesias de Travassô e Óis da Ribeira, kurz Travassô e Óis da Ribeira, ist eine Gemeinde (Freguesia) der portugiesischen Stadt Águeda.
Die Gemeinde entstand am 29. September 2013 im Zuge der administrativen Neuordnung in Portugal aus dem Zusammenschluss der Gemeinden Travassô und Óis da Ribeira. Sitz wurde Travassô.
Auf einer Fläche von 11,13 km² leben 2.305 Einwohner (Stand: 30. Juni 2011).